# Jobst Scholten

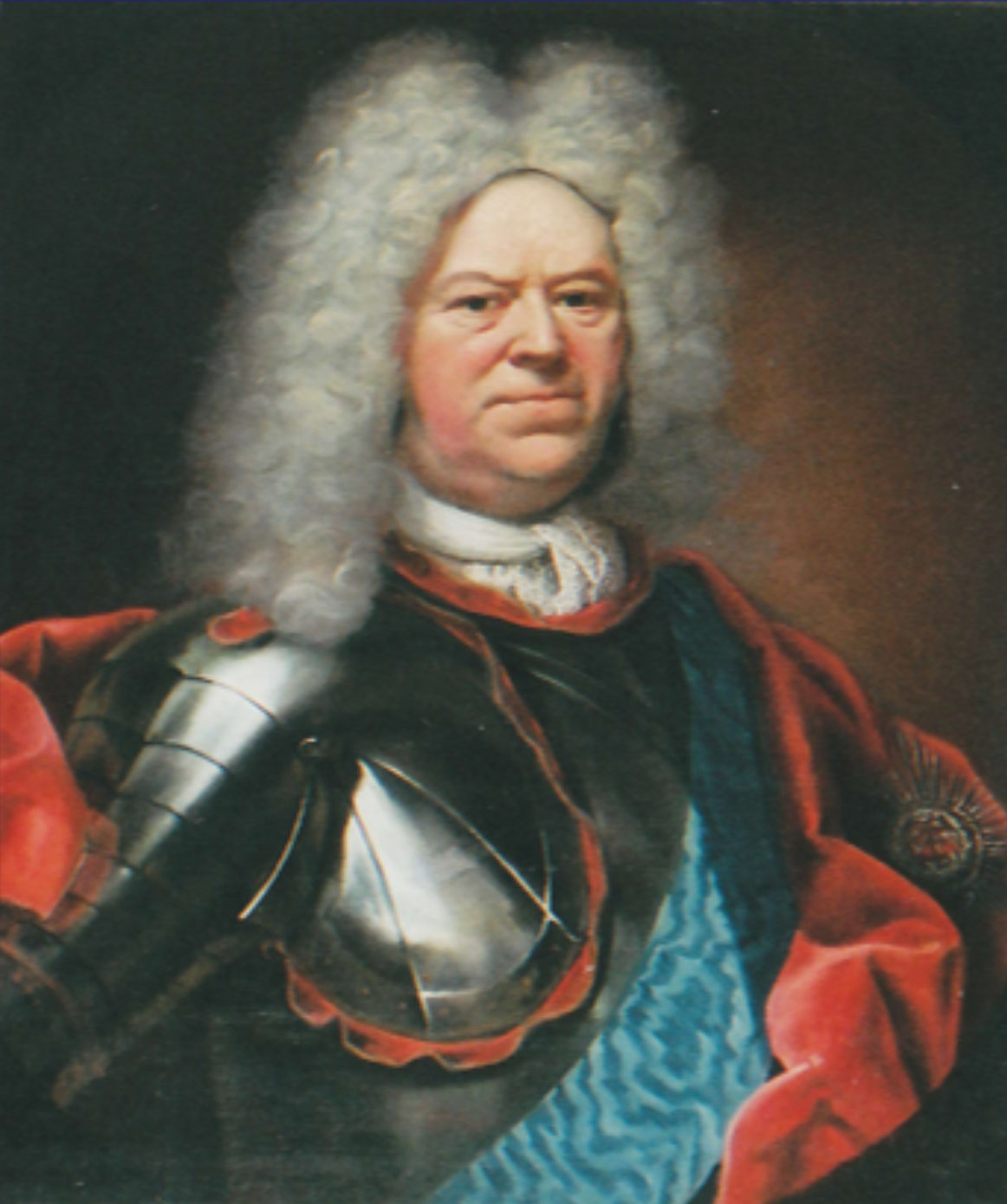
Jobst von Scholten, etwa 1720

Jobst Scholten (auch Jobst von Scholten, in zeitgenössischen Schriften oft Jobst Schultz; * 1644 in Amsterdam; † 7. November 1721) war ein Ingenieuroffizier, Festungsbaumeister und Oberbefehlshaber der dänischen Armee. Er war der zweite und letzte dänische Generalgouverneur von Vorpommern und Rügen.

## Leben
Jobst Scholten war der Sohn des Oberlandbaumeister Heinrich Scholten, der aus der westfälischen Grafschaft Tecklenburg in die Niederlande eingewandert war. Wahrscheinlich im Umfeld des Festungsbaumeisters Henrik Ruse kam er als 14-Jähriger erstmals nach Dänemark. Scholten war von Henrik Ruse in den Niederlanden und in Brandenburg zum Ingenieur ausgebildet worden.
1670 wurde er Fähnrich in einem Infanterieregiment. Er leitete zunächst Festungsbauprojekte seines Lehrmeisters in Holstein, ab 1672 als Chefingenieur den Wiederaufbau der Festung um die Altstadt von Rendsburg. 1672 wurde er Leutnant und ein Jahr später Hauptmann. 1677 wurde er Major in einem Garderegiment, das er als Oberstleutnant in den letzten anderthalb Jahren des Schonischen Krieges kommandierte. Hier nahm er 1675 an der Belagerung Wismars und an den Kämpfen in Schonen teil. Nach dem Frieden von Lund wurde er wieder nach Holstein versetzt.
1679 wurde er zum Oberst befördert und Kommandeur von Rendsburg sowie eines dort in Garnison befindlichen Bataillons. 1682 befehligte er in Glückstadt das Leibregiment der Königin. Von 1684 bis 1685 arbeitete er an der Erweiterung des Neuwerks, der südlichen Befestigung Rendsburgs. 1685 wurde er Inspektor der Festungsbauten in Grafschaft und Herzogtum Holstein. 1687 erfolgte seine Ernennung zum Brigadier. 1690 wurde er zum Generalmajor befördert und leitete die Erweiterung des „Kronwerks“ im Nordwesten Rendsburgs. Zwischen 1686 und 1700 war er zusammen mit Andreas Fuchs, einem anderen Schüler Ruses, am Bau von Feldbefestigungen und Belagerungsanlagen während der Kriegszüge Dänemarks gegen Hamburg, Ratzeburg, Eiderstedt und in Holstein beteiligt. 1695 erhielt er den Dannebrog-Orden. Nach dem Frieden von Traventhal wurde er Inspekteur der Infanterieregimenter in Holstein und Schleswig und 1701 zum Generalleutnant befördert.
Während des Spanischen Erbfolgekrieges konnte er sich in den Schlachten bei Höchstädt (1704) und Ramillies (1706) sowie mehreren Belagerungen einen Namen als tapferer und umsichtiger Truppführer sowie vor allem als Ingenieuroffizier machen.
Nach dem Rücktritt Reventlows wurde er 1710 auf Empfehlung des Generaladjutanten Bendix von Meyer Oberbefehlshaber der dänischen Armee. Im Lauf des folgenden Jahres leitete er eine Reorganisation der Streitkräfte ein, die in den vergangenen Kämpfen des Großen Nordischen Krieges deutliche Verluste hatten hinnehmen müssen. 1711 marschierten dänische Truppen in Schwedisch-Pommern ein. Obwohl die Eroberung Stralsunds nicht gelang, wurde Jobst Scholten vom König Friedrich IV. mit dem Elefanten-Orden ausgezeichnet. Im Jahr 1712 gelang zunächst die Eroberung der Festung Stade und damit des schwedischen Bremen-Verden, es folgte die Niederlage in der Schlacht bei Gadebusch. Die nächsten Jahre brachten wieder Erfolge, wie die Eroberung der Festung Tönning, Schwedisch-Pommerns und Wismars. Zusammen mit seinem König ging Jobst Scholten 1716 nach Seeland, wo, unterstützt von russischen Truppen, eine Landung in Schonen vorbereitet wurde.
Nach dem Tod von Franz Joachim von Dewitz 1719 wurde Jobst Scholten in seinen beiden letzten Lebensjahren der zweite Generalgouverneur von Vorpommern nördlich der Peene und Rügen.

## Familie
Jobst Scholten war in erster Ehe seit 1675 mit Adelgunde Mechtilde Rømeling (* 3. Dezember 1654; † 13. Februar 1714), einer Nichte seines Lehrmeisters Ruse verheiratet und in zweiter Ehe mit Charlotte Amalie von Plessen (* 1686; † 1740). Zu seinen Kindern zählen:
- Henrik, dänischer Generalmajor (* 3. November 1677; † 31. Juli 1750) ⚭ Louise von Brockdorff (* 1700; † 11. November 1744)
- Svane (1673–1748)  ⚭ Georg Wilhelm Pretorius (1676–1702), dänischer Oberstleutnant
- Susanne Christine (* 23. März 1674; † 1736)
- Charlotte Amalie (* 15. Mai 1673; † 17. Februar 1715)  ⚭ Bendix von Meyer († 16. November 1721), dänischer Generalmajor Gesandter in Berlin
- Christian (* 30. August 1686; † 11. Juni 1708) gefallen bei Oudenaarde
- Johann Gerhard (* 12. Januar 1675; † 1710)
- Jobst Conrad (* 3. September 1684; † 1745)
- Ulrich (* 14. Juni 1688; † 1758)
- Friedrich (* 14. November 1682; † 1742)
- Elisabeth (* 18. Dezember 1678; † 2. Januar 1697)